# Paris Masters 2021
Il Paris Masters 2021, ufficialmente Rolex Paris Masters 2021 per motivi di sponsorizzazione, è stato un torneo di tennis giocato sul cemento indoor. È stata la 49ª edizione del Paris Masters, che fa parte della categoria ATP Tour Masters 1000 nell'ambito dell'ATP Tour 2021. Il torneo si è giocato al Palazzo dello Sport di Parigi-Bercy, in Francia, dal 1º al 7 novembre 2021.

## Partecipanti

### Teste di serie
| Nazionalità | Giocatore             | Ranking* | Testa di serie |
| ----------- | --------------------- | -------- | -------------- |
| Serbia      | Novak Đoković         | 1        | 1              |
| Russia      | Daniil Medvedev       | 2        | 2              |
| Grecia      | Stefanos Tsitsipas    | 3        | 3              |
| Germania    | Alexander Zverev      | 4        | 4              |
| Russia      | Andrej Rublëv         | 6        | 5              |
| Norvegia    | Casper Ruud           | 8        | 6              |
| Polonia     | Hubert Hurkacz        | 10       | 7              |
| Italia      | Jannik Sinner         | 9        | 8              |
| Canada      | Félix Auger-Aliassime | 11       | 9              |
| Regno Unito | Cameron Norrie        | 13       | 10             |
| Argentina   | Diego Schwartzman     | 15       | 11             |
| Spagna      | Pablo Carreño Busta   | 17       | 12             |
| Russia      | Aslan Karacev         | 16       | 13             |
| Spagna      | Roberto Bautista Agut | 20       | 14             |
| Francia     | Gaël Monfils          | 22       | 15             |
| Bulgaria    | Grigor Dimitrov       | 30       | 16             |

* Ranking al 25 ottobre 2021.

### Altri partecipanti
I seguenti giocatori hanno ricevuto una wildcard per il tabellone principale:
- Richard Gasquet
- Pierre-Hugues Herbert
- Andy Murray
- Arthur Rinderknech

I seguenti giocatori sono passati dalle qualificazioni:

- Jenson Brooksby
- Hugo Gaston
- Marcos Giron
- Miomir Kecmanović
- Gianluca Mager
- Tommy Paul
- Mikael Ymer

I seguenti giocatori sono entrati in tabellone come lucky loser:
- Dominik Koepfer
- Lorenzo Musetti
- Alexei Popyrin

### Ritiri
Prima del torneo
- Matteo Berrettini → sostituito da  Lorenzo Musetti
- Roger Federer → sostituito da  Albert Ramos Viñolas
- Cristian Garín → sostituito da  Adrian Mannarino
- David Goffin → sostituito da  Frances Tiafoe
- Lloyd Harris → sostituito da  Alexei Popyrin
- Ugo Humbert → sostituito da  John Millman
- John Isner → sostituito da  James Duckworth
- Rafael Nadal → sostituito da  Il'ja Ivaška
- Milos Raonic → sostituito da  Benoît Paire
- Denis Shapovalov → sostituito da  Mackenzie McDonald
- Dominic Thiem → sostituito da  Laslo Đere
- Jenson Brooksby → sostituito da  Dominik Koepfer

## Partecipanti al doppio

### Teste di serie
| Nazione     | Giocatore             | Nazione     | Giocatore        | Ranking* | Testa di serie |
| ----------- | --------------------- | ----------- | ---------------- | -------- | -------------- |
| Croazia     | Nikola Mektić         | Croazia     | Mate Pavić       | 3        | 1              |
| Stati Uniti | Rajeev Ram            | Regno Unito | Joe Salisbury    | 7        | 2              |
| Francia     | Pierre-Hugues Herbert | Francia     | Nicolas Mahut    | 11       | 3              |
| Spagna      | Marcel Granollers     | Argentina   | Horacio Zeballos | 15       | 4              |
| Colombia    | Juan Sebastián Cabal  | Colombia    | Robert Farah     | 25       | 5              |
| Australia   | John Peers            | Slovacchia  | Filip Polášek    | 25       | 6              |
| Germania    | Kevin Krawietz        | Romania     | Horia Tecău      | 30       | 7              |
| Croazia     | Ivan Dodig            | Brasile     | Marcelo Melo     | 31       | 8              |

* Ranking aggiornato al 25 ottobre 2021.

### Altri partecipanti
Le seguenti coppie hanno ricevuto una wildcard per il tabellone principale:
- Benjamin Bonzi /  Arthur Rinderknech
- Novak Đoković /  Filip Krajinović

Le seguenti coppie sono entrate in tabellone come alternate:
- Roberto Bautista Agut /  Aleksandr Bublik
- Santiago González /  Andrés Molteni

### Ritiri
Prima del torneo
- Félix Auger-Aliassime /  Hubert Hurkacz → sostituiti da  Andrej Golubev /  Aslan Karacev
- Cristian Garín /  Santiago González → sostituiti da  Fabio Fognini /  Lorenzo Sonego
- Marcel Granollers /  Horacio Zeballos → sostituiti da  Roberto Bautista Agut /  Aleksandr Bublik
- Karen Chačanov /  Andrej Rublëv → sostituiti da  Santiago González /  Andrés Molteni

## Punti e montepremi
| Torneo              | V        | F        | SF       | QF      | 3T      | 2T      | 1T      | Q      | Q2     | Q1   |
| Singolare           | 1000     | 600      | 360      | 180     | 90      | 45      | 10      | 25     | 16     | 0    |
| Premi in denaro (€) | €336 030 | €187 000 | €106 000 | €60 000 | €36 000 | €22 000 | €13 700 | €7 625 | €4 500 | N.D. |
| Doppio              | 1000     | 600      | 360      | 180     | N.D.    | 90      | 0       | N.D.   | N.D.   | N.D. |
| Premi in denaro (€) | €70 000  | €50 000  | €34 000  | €23 300 | N.D.    | €15 250 | €9 400  | N.D.   | N.D.   | N.D. |

## Campioni

### Singolare
Novak Đoković ha sconfitto in finale  Daniil Medvedev con il punteggio di 4–6, 6–3, 6–3.
- Đoković ha vinto il suo 37º ATP Tour Masters 1000 stabilendo il nuovo record di titoli Masters 1000 superando Rafael Nadal, al quale era appaiato a quota 36.

### Doppio
Tim Pütz /  Michael Venus hanno sconfitto in finale  Pierre-Hugues Herbert /  Nicolas Mahut con il punteggio di 6–3, 6(4)–7, [11–9]